# Stensjöskogarnas naturreservat
Stensjöskogarnas naturreservat är ett 858 hektar stort naturreservat i Ånge kommun som ligger direkt söder, sydväst och sydost om sjön med samma namn. De skogliga delarna av reservatet utgörs till största delen av brandpräglad, gammal tallskog, och en viktig skötselåtgärd är naturvårdsbränning. Själva Stensjön och övriga vatten inom reservatet erbjuder goda sportfiskemöjligheter.
Reservatet bildades 2010 som Stensjöns naturreservat, som då omfattade 158 hektar och enbart området söder om sjön. 2022 utökades området och namnet ändrades till Stensjöskogana.